# Édouard Khil
Édouard Anatolievitch Khil (en russe : Эдуард Анатольевич Хиль), né le 4 septembre 1934 à Smolensk et mort le 4 juin 2012 à Saint-Pétersbourg, est un chanteur baryton russe, lauréat du Prix de l'Artiste du Peuple de la RSFSR. Après une carrière dans les années 1960 à 1980, il connaît un regain de popularité d'envergure mondiale en 2009 en devenant l'objet d'un mème sur Internet : en effet, la popularité d'une vidéo de sa chanson Я очень рад, ведь я наконец возвращаюсь домой ( Je suis très heureux, car je suis de retour à ma maison ), renommée en « Trololo » du fait des onomatopées en scat, devient un objet de culte pour les trolls. Du fait d'une mélodie répétitive, la musique est très souvent utilisée comme Bait-and-Switch (appât et échange), technique également utilisée pour le Rickroll.

## Biographie

### Enfance et jeunesse
Édouard Khil est né le 4 septembre 1934 à Smolensk. Il est le fils d'Anatoli Vassilievitch Khil, mécanicien, et d'Elena Pavlovna Kalouguina, comptable. Après la séparation de ses parents, il est élevé par sa mère. Durant la Grande Guerre patriotique, son jardin d'enfants est bombardé ; séparé de sa mère, il est évacué vers Bekovo (oblast de Penza), où il se retrouve dans un foyer pour enfants dépourvu d'installations de base. En dépit des difficultés, Khil joue régulièrement devant des soldats blessés rapatriés du front, à l'hôpital voisin. Il retrouve sa mère en 1943, quand Smolensk est libérée. En 1949, il part pour Léningrad. Inscrit en 1955 au Conservatoire de Léningrad, il étudie sous la direction d'Evgueni Olkhovksky et de Zoïa Lodyi. Il obtient son diplôme en 1960. Durant ses études, il interprète plusieurs rôles, notamment Figaro dans Les Noces de Figaro.

### Carrière et succès
Après son diplôme, il tombe amoureux de la musique pop en participant à un concert de Klavdia Chouljenko et commence à jouer de la musique populaire. Cela le conduit à remporter plusieurs prix au cours des deux décennies suivantes. Il gagne le « concours Russe pour artistes interprètes » en 1962 et se voit invité à jouer au « Festival des chansons soviétiques » en 1965. Il atteint la seconde place au « Festival international de la musique de Sopot » en 1965. En 1967, le compositeur Andreï Petrov remporte le prix d'État de l'URSS grâce à un recueil de chansons principalement interprétées par Édouard Khil, et en 1968 Khil remporte le titre d'Artiste méritoire de la RSFSR. L'Ordre du Drapeau rouge du Travail lui est décerné en 1971, et le titre de l'artiste le plus prestigieux de la RSFSR, l'Artiste du Peuple de Russie, est décerné à Khil en 1974. Il est si couronné de succès que le public l'appelle le « Symbole de Léningrad ».
De 1977 à 1979, Khil représente seul l'Académie des arts du théâtre de Léningrad. Il demeure dans un appartement du prestigieux immeuble Tolstoï de la rue Rubinstein. Après la fin de l'URSS en 1989, Édouard Khil « l'artiste du peuple » sous l'ère soviétique tombe peu à peu dans l'oubli jusqu'en novembre 2009 où grâce à Youtube il renouera avec une popularité désormais mondiale jusqu'à sa mort.

### Mort
Il est hospitalisé à l'institut neurochirurgical Polenov de Saint-Pétersbourg en avril 2012 après un accident vasculaire cérébral et meurt le 4 juin 2012 à 1 h 35.

## Chansons et style
Édouard Khil est le premier artiste à avoir interprété des chansons d'Arkadi Ostrovski comme Bûcherons (en russe : Лесорубы) ou Pierre de lune (Лунный камень), et d'Andreï Petrov comme Chanson à propos d'un ami (Песня о друге), Villes bleues (Голубые города) ou Et les gens vont à la mer (А люди уходят в море). Il a également interprété d'autres chansons populaires, comme D'après quoi la patrie commence ? (С чего начинается Родина?), Comment les bateaux à vapeur sont aperçus au large (Как провожают пароходы), Hiver (Зима), La sève du bouleau (Берёзовый сок), Chaton d'aulne (Серёжка ольховая), Nous attendons seulement la victoire (Нам нужна одна победа).

## Famille
Il se marie le 1er décembre 1958 à l'ancienne ballerine Zoïa Pravdina, avec laquelle il a un fils, Dmitri, né le 2 juin 1963. Il a un petit-fils également prénommé Édouard. Il a rencontré sa future épouse en juillet 1958 au Conservatoire de Léningrad où il chantait, tandis qu'elle dansait. Partis en tournée ensemble, ils ont entamé une romance, avant de se marier, deux mois après,. Le nom de famille « Khil » ne vient pas de « Hill », comme l'ont rapporté plusieurs sites Internet. Le chanteur a expliqué dans un entretien qu'il avait probablement un ancêtre espagnol surnommé « Gil ».

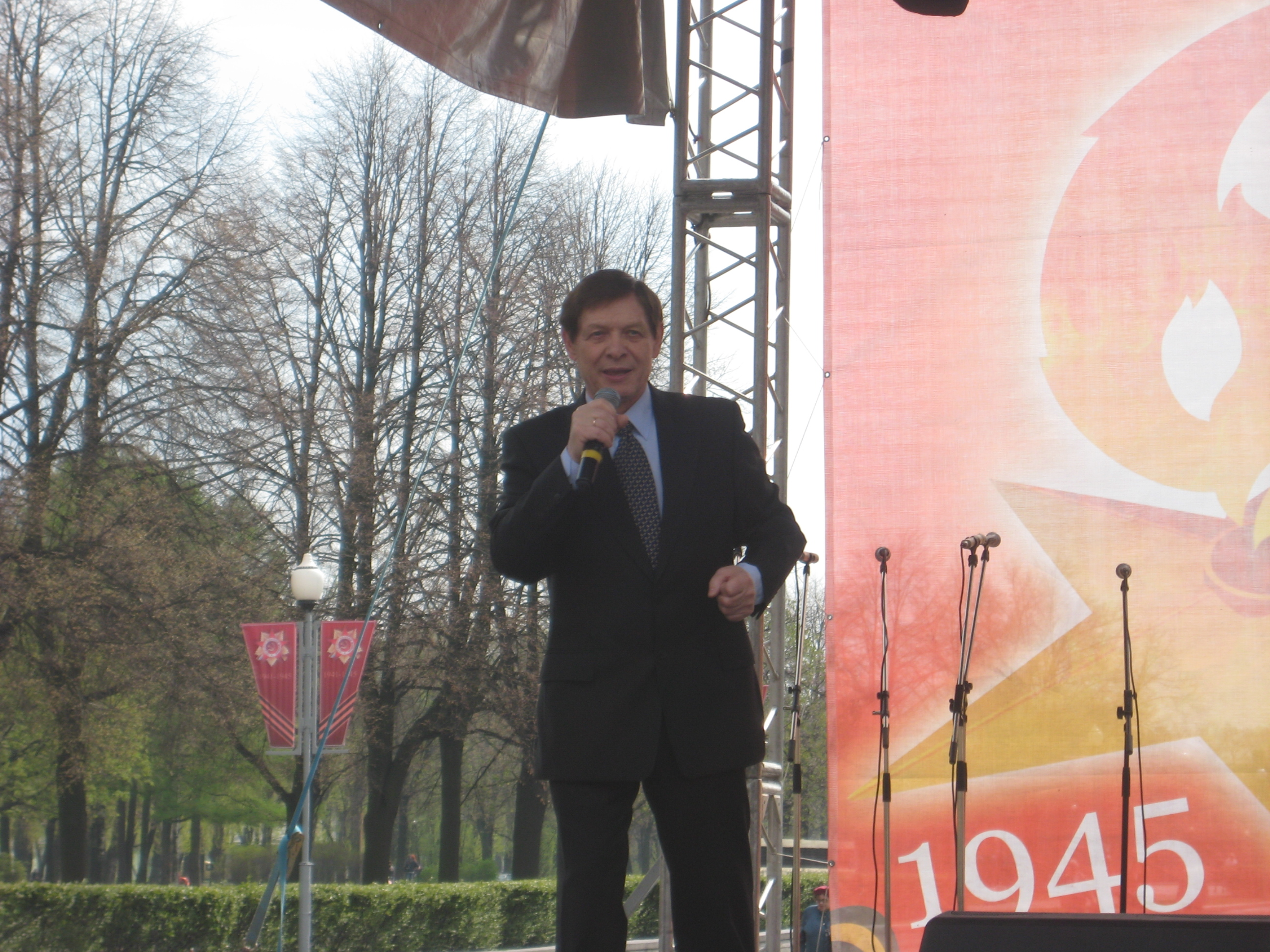
Édouard Khil lors du du jour de la Victoire à Saint-Pétersbourg en 2010.

## Historique de la redécouverte de la chanson
Le 26 novembre 2009, un internaute américain met en ligne l'enregistrement original d'un concert en Suède datant de 1976, montrant une interprétation de la chanson Я очень рад, ведь я наконец возвращаюсь домой (« Je suis très heureux d’être enfin revenu à la maison ») par Khil. Celle-ci, écrite en 1966 par Arkady Ostrovsky, est interprétée en onomatopées, telles que « Lololo », « Hohoho », « Yeyeye » et « Yoyoyo ». Cela serait dû, suivant les versions, au fait qu'elle fut censurée, parce qu'elle parle d'un cow-boy du Kentucky (version avancée par l'interprète, voir section suivante) ou parce qu'il y aurait eu un différend entre l'auteur, Arkady Ostrovsky (en), et lui. La vidéo est alors relayée sur plusieurs sites, dont Reddit et Buzzfeed, lui offrant une nouvelle publicité (20 millions de vues) et en faisant un mème, notamment car elle se propage tandis que le phénomène du "trolling" se développe justement sur Internet. Diffusée sur la chaîne de télévision russe Время (Vremya)[réf. souhaitée], la chanson redevient très vite populaire également en Russie.
Kihl découvrit sa notoriété nouvelle via son petit-fils, qu'il avait entendu chantonner la chanson. Il s'est lui-même beaucoup amusé des parodies de cette dernière, affirmant que "ce ne sont pas des parodies, mais l'amour des gens". En 2012, il a réinterprété la chanson sur scène lors d'une émission de divertissement sur une chaîne de télévision russe.

## Sens et texte original de la chanson
Lors d'une vidéo faite en 2009 et publiée sur YouTube, le chanteur a invité le monde entier à trouver des paroles pour la chanson qui lui a valu son succès récent et de les soumettre pour pouvoir la chanter tous ensemble. Édouard n'a d'abord pas lui-même défini un sens absolu à ses vocalises mais il a voulu faire transparaître que, de quelque façon qu'on puisse la comprendre, elle était destinée à réunir les gens dans la joie et la bonne humeur. Dans un autre entretien, l'interpète explique qu'à l'origine, en réalité, la chanson aurait été pourvue de véritables paroles ayant trait à un cowboy dans le Kentucky, heureux de rentrer auprès de son épouse Mary, mais la crainte de la censure poussa l'auteur et l'interprète à ne garder de ces paroles originales que ce qui devint le titre de la chanson.
Cette idée se retrouve d'une certaine manière dans le titre officiel de la chanson qui est Je suis très heureux, car je rentre enfin chez moi (Я о́чень рад, ведь я, наконе́ц, возвраща́юсь домо́й).